# Велихово (гмина)
Велихово (пол. Wielichowo) — гмина (уезд) в Польше, входит как административная единица в Гродзиский повет (Великопольское воеводство), Великопольское воеводство. Население — 6884 человека (на 2004 год).

## Сельские округа
1. Аугустово
2. Целинки
3. Дембско
4. Градовице
5. Лубница
6. Пётрово-Вельке
7. Прохы
8. Прушково
9. Реньско
10. Сняты
11. Тшциница
12. Велихово-Весь
13. Вильково-Польске
14. Зеленцин
15. Земин

## Прочие поселения
1. Борек
2. Хеленополь
3. Мокшец
4. Павлувко

## Соседние гмины
1. Гмина Каменец
2. Гмина Пшемент
3. Гмина Раконевице
4. Гмина Смигель